# Talon (Magadan)
Talon (russisch Талон) ist ein Dorf (selo) in der Oblast Magadan im Fernen Osten Russlands. Es hat 210 Einwohner (Stand 1. Oktober 2021).
Talon liegt etwa 125 km Luftlinie westnordwestlich von Magadan und 150 km westlich des Rajonverwaltungszentrums Ola. Der Ort befindet sich am linken Ufer des Flusses Taui knapp 30 km oberhalb von dessen Mündung in das Ochotskische Meer.
Der Ort ist über die Regionalstraße 44N1, die dort endet, an das russische Straßennetz angeschlossen. Am Westrand von Talon befindet sich ein Flugplatz.